# Исторический танец

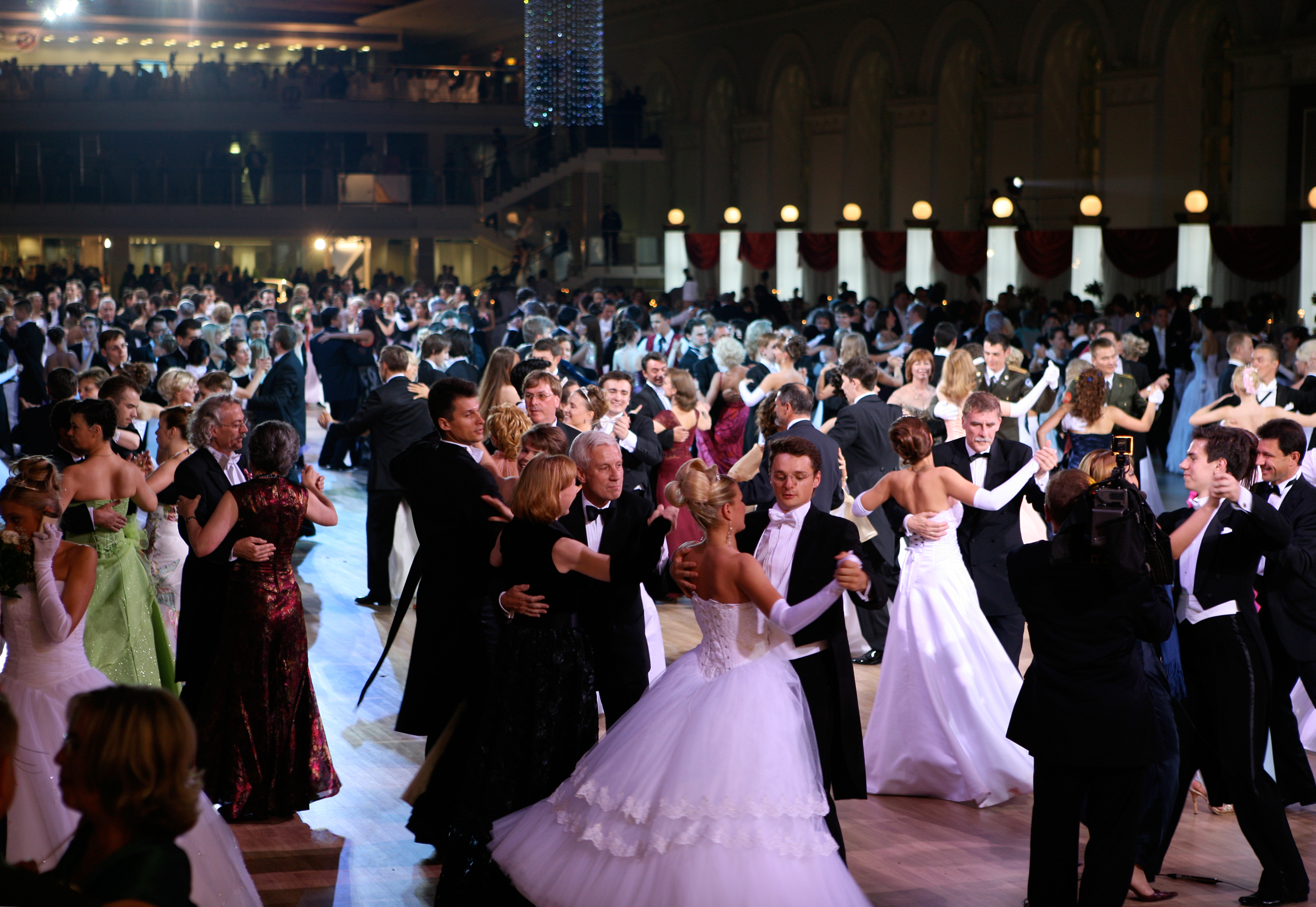
Венский бал в Москве

Исторические танцы — общее название для танцев прошлых эпох, исполняемых в настоящее время.

## Средневековые танцы
- Бассданс
- Бергамаска
- Бранль
- Джига
- Куранта
- Мореска (мориско)
- Сальтарелло
- Чакона
- Эстампи
- Фолия
- Сарабанда
- Пассакалья

## Танцы эпохи Ренессанса
- Аллеманды
- Бассдансы
- Бранли
- Балло
- Гальярды и турдионы
- Контрдансы
- Паваны
- Каскарды
- Мореска (мориско)

## Танцы эпохи Барокко и Рококо

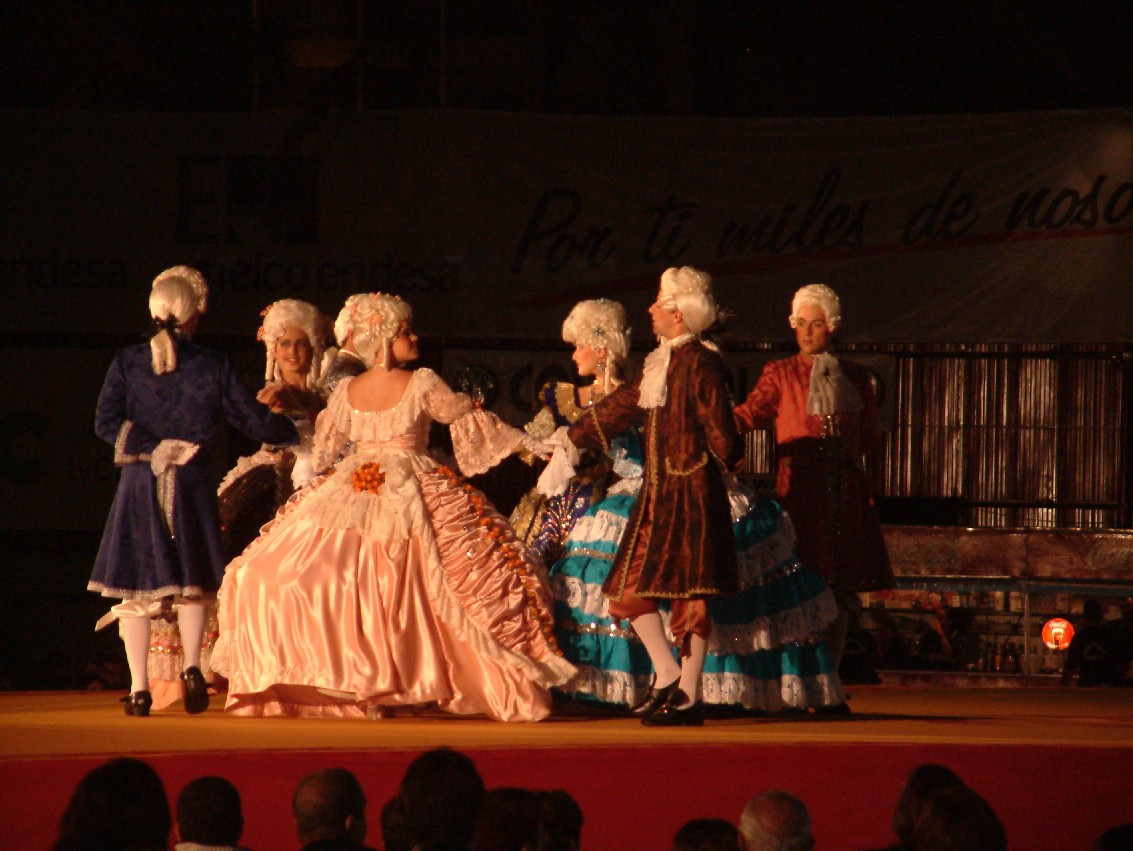
Менуэт

- Бурре
- Паспье
- Ригодон
- Менуэт
- Гавот
- Контрдансы
- Бранли

## Танцы XIX века
- Вальс
- Мазурка
- Полька
- Полонез
- Краковяк
- Контрдансы
- Кадрили

## Танцы XX века
- Контрдансы
- Линди-хоп
- Фокстрот
- Танго
- Дансон
- Советская бальная программа

## Народные танцы
- Контрдансы
- Бранли